# Linda Horvath
Linda Horvath, född 10 februari 1978, är en friidrottare från Österrike. Hon deltog vid olympiska sommarspelen 2000.